# 레드 파베르

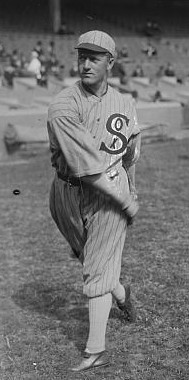

레드 파베르(Red Faber, 본명: Urban Clarence "Red" Faber, 1888년 9월 6일 ~ 1976년 9월 25일)는 1914년부터 1933년까지 메이저 리그 베이스볼에서 활약한 미국의 오른손 투수였으며 시카고 화이트삭스에서 경력 전체를 뛰었다. 그는 1919년 팀의 일원이었지만 블랙삭스 스캔들에는 관여하지 않았다. 실제로 그는 부상과 질병으로 인해 월드시리즈에 출전하지 못했다.
파베르는 20년 선수 생활 동안 254승을 거두어 은퇴 후 역대 17위에 올랐다. 은퇴 당시 그는 아메리칸 리그의 마지막 합법적인 투수였다. 또 다른 합법적인 스피트볼 선수인 벌리 그라임스는 나중에 AL로 트레이드되어 1934년 양키스에서 10경기에 출전했다. 파베르는 1964년 야구 명예의 전당에 헌액되었다.